# THE IDOLM@STER CINDERELLA GIRLS LITTLE STARS!
「THE IDOLM@STER CINDERELLA GIRLS LITTLE STARS!」（アイドルマスター シンデレラガールズ リトルスターズ）は、2017年4月26日から日本コロムビアよりリリースされているCDシリーズ。

## 概要
テレビアニメ『アイドルマスター シンデレラガールズ劇場』のエンディングテーマを収録したシングルCDシリーズ。CLIMAX（4期）シーズンまでの各CDには、表題曲とメンバーごとのソロバージョンとカラオケの他、ボーナストラックが収録されている。アニメのシーズンごとに毎月リリースされた。1st、2nd、4thシーズンでは原作ゲームにおける属性（キュート・クール・パッション）別のメンバー、3rd、Extra Stage（5期）シーズンのみ、属性混合のメンバーとなっている。なお、CLIMAXシーズンの三曲の曲名には全てに『マックス』が入っている。
地上波放送を行わなくなったExtra StageシーズンのエンディングテーマのシングルCDシリーズについては「THE IDOLM@STER CINDERELLA GIRLS LITTLE STARS EXTRA!」として展開。こちらは表題曲とゲームバージョンとカラオケの他、エンディングで各4話ごとに新たに発表されたソロ曲3曲とカラオケが収録されている。
2021年11月24日にはシリーズの表題曲全16曲を収録したベストアルバム「THE IDOLM@STER CINDERELLA GIRLS BEST OF LITTLE STARS!」が発売された。

## キラッ!満開スマイル
2017年4月26日発売。第1期4月度のエンディングテーマ『キラッ！満開スマイル』を収録したシングル。キュート属性が担当。
5thライブツアー『THE IDOLM@STER CINDERELLA GIRLS 5thLIVE TOUR Serendipity Parade!!!』のさいたまスーパーアリーナ公演の先行抽選予約申込券が封入されていた。
チャート成績
4月25日付のオリコンデイリーランキングでは2.2万枚を売り上げて3位にランクイン。翌日の4月20日付では0.9万枚を売り上げて1位にランクインした。その後も5日連続でデイリー1位を獲得した。『THE IDOLM@STER』の関連CDが5日連続で1位を獲得するのは「ハイファイ☆デイズ」以来1年振りとなる。
5月8日付のオリコン週間ランキングでは5.3万枚を売上げ2位にランクインした。また、アニメ週間チャートにおいては5作連続となる1位を獲得した。
累計8.5万枚を記録し、6月には「ハイファイ☆デイズ」以来となるゴールドディスクを獲得。2017年8月現在、シンデレラガールズの作品としては「ハイファイ☆デイズ」に次ぐ歴代2位、アイドルマスター全体としても歴代3位の売り上げとなっている。
収録曲
1. キラッ！満開スマイル
歌：島村卯月（大橋彩香）、小日向美穂（津田美波）、佐久間まゆ（牧野由依）、櫻井桃華（照井春佳）、双葉杏（五十嵐裕美）
作詞・作曲：ササキトモコ、編曲：ササキトモコ・蓑部雄崇
2. キラッ！満開スマイル 島村卯月ソロ・リミックス
歌：島村卯月（大橋彩香）
3. キラッ！満開スマイル 小日向美穂ソロ・リミックス
歌：小日向美穂（津田美波）
4. キラッ！満開スマイル 佐久間まゆソロ・リミックス
歌：佐久間まゆ（牧野由依）
5. キラッ！満開スマイル 櫻井桃華ソロ・リミックス
歌：櫻井桃華（照井春佳）
6. キラッ！満開スマイル 双葉杏ソロ・リミックス
歌：双葉杏（五十嵐裕美）
7. キラッ！満開スマイル オリジナル・カラオケ
8. ぴにゃこら太絵かき歌（ボーナストラック）
歌：島村卯月（大橋彩香）
作詞：Cygames、作曲：滝澤俊輔（TRYTONELABO）

## エチュードは1曲だけ
2017年5月24日発売。第1期5月度のエンディングテーマ『エチュードは1曲だけ』を収録したシングル。クール属性が担当。
『キラッ！満開スマイル』同様、こちらも『THE IDOLM@STER CINDERELLA GIRLS 5thLIVE TOUR Serendipity Parade!!!』のさいたまスーパーアリーナ公演の先行抽選予約申込券が封入されている。
チャート成績
5月23日付のオリコンデイリーランキングでは4位にランクイン。翌日の5月24日付では0.7万枚を売り上げて1位にランクインし、前作に続いて2作連続でのデイリー1位獲得となった。その後も4日連続で首位を守り、最終日の5月29日付ではGOT7の「MY SWAGGER」に抜かれ2位に下がったものの、前日を大きく上回る0.5万枚を売り上げたことで前日まで首位争いのトップに立っていたコブクロの「心」を最後の最後で逆転。6月5日付オリコン週間シングルランキングで3.7万枚を売り上げて1位を獲得。デイリー最終日まで首位争いを繰り広げたコブクロとはわずか533枚差という大接戦を制しての1位となった。キャラクター名義の声優作品が首位を獲得するのはQUARTET NIGHTの「God's S.T.A.R.」以来6ヶ月ぶりであり、アイドルマスターシリーズのシングル作品としては「ハイファイ☆デイズ」以来11ヶ月ぶりの1位となった。また、アルバムも含めると4回目の1位獲得となり、けいおん!の3作品を上回り、週間1位獲得回数が歴代1位となった。
2週目も勢いは全く衰えず、6月1日付のデイリーランキングでは「あんきら!?狂騒曲」に次ぐ3位にランクインし、4日連続でシンデレラガールズのCDが2・3位を独占した。6月12日付の週間シングルランキングで2.5万枚を売り上げて5位にランクイン。「あんきら!?狂騒曲」とともに2枚同時でのトップ5入りとなった。また、月間ランキングでも前作に引き続き2ヶ月連続で1位獲得となった。
一方で、音楽配信の要素もチャートに勘定されるBillboard JAPAN、CDTVでは苦戦を強いられ、いずれも音楽配信で高いセールスを記録したTrySail「adrenaline!!!」に敗れアニメ1位を逃しており、オリコンの好調な成績とは対照的な結果となっている。
収録曲
1. エチュードは1曲だけ
歌：渋谷凛（福原綾香）、上条春菜（長島光那）、神谷奈緒（松井恵理子）、神崎蘭子（内田真礼）、三船美優（原田彩楓）
作詞・作曲：俊龍、編曲：Sizuk
2. エチュードは1曲だけ 渋谷凛ソロ・リミックス
歌：渋谷凛（福原綾香）
3. エチュードは1曲だけ 上条春菜ソロ・リミックス
歌：上条春菜（長島光那）
4. エチュードは1曲だけ 神谷奈緒ソロ・リミックス
歌：神谷奈緒（松井恵理子）
5. エチュードは1曲だけ 神崎蘭子ソロ・リミックス
歌：神崎蘭子（内田真礼）
6. エチュードは1曲だけ 三船美優ソロ・リミックス
歌：三船美優（原田彩楓）
7. エチュードは1曲だけ オリジナル・カラオケ
8. lilac time（ピクニックライブ Acoustic Ver.）（ボーナストラック）
歌：相葉夕美（木村珠莉）
作詞・作曲：橋本由香利、編曲：坪田修平（TRYTONELABO）

## SUN♡FLOWER
2017年6月28日発売。第1期6月度のエンディングテーマ『SUN♡FLOWER』を収録したシングル。パッション属性が担当。
収録曲
1. SUN♡FLOWER
歌：本田未央（原紗友里）、片桐早苗（和氣あず未）、佐藤心（花守ゆみり）、城ヶ崎美嘉（佳村はるか）、諸星きらり（松嵜麗）
作詞：坂井竜二、作曲・編曲：山崎真吾
2. SUN♡FLOWER 本田未央ソロ・リミックス
歌：本田未央（原紗友里）
3. SUN♡FLOWER 片桐早苗ソロ・リミックス
歌：片桐早苗（和氣あず未）
4. SUN♡FLOWER 佐藤心ソロ・リミックス
歌：佐藤心（花守ゆみり）
5. SUN♡FLOWER 城ヶ崎美嘉ソロ・リミックス
歌：城ヶ崎美嘉（佳村はるか）
6. SUN♡FLOWER 諸星きらりソロ・リミックス
歌：諸星きらり（松嵜麗）
7. SUN♡FLOWER オリジナル・カラオケ
8. きらりんロボのテーマ（ボーナストラック）
歌：諸星きらり（松嵜麗）
作詞・作曲・編曲：YOFFY（PSYCHIC LOVER）

## Blooming Days
2017年11月1日発売。第2期10月度のエンディングテーマ『Blooming Days』を収録したシングル。キュート属性が担当。コスモスをテーマにした楽曲。早坂美玲（朝井彩加）はこのCDがシリーズ初参加。
トーク&ライブイベント『アイドルマスター シンデレラガールズ劇場 すぷりんぐふぇすてぃばる 2018』の先行抽選申込シリアルコードが封入される。
なお、本楽曲の参加アイドルは、CD発売後に「Heartful Bloom」というユニット名でゲーム中に登場している。
収録曲
1. Blooming Days
歌：安部菜々（三宅麻理恵）、五十嵐響子（種﨑敦美）、緒方智絵里（大空直美）、道明寺歌鈴（新田ひより）、早坂美玲（朝井彩加）
作詞：eNu、作曲・編曲：川田瑠夏
2. Blooming Days 安部菜々ソロ・リミックス
歌：安部菜々（三宅麻理恵）
3. Blooming Days 五十嵐響子ソロ・リミックス
歌：五十嵐響子（種﨑敦美）
4. Blooming Days 緒方智絵里ソロ・リミックス
歌：緒方智絵里（大空直美）
5. Blooming Days 道明寺歌鈴ソロ・リミックス
歌：道明寺歌鈴（新田ひより）
6. Blooming Days 早坂美玲ソロ・リミックス
歌：早坂美玲（朝井彩加）
7. Blooming Days オリジナル・カラオケ
8. お願い！シンデレラ -しんげきRemix-（ボーナストラック）
歌：島村卯月（大橋彩香）、小日向美穂（津田美波）
作詞：marhy、作曲：BNSI（内田哲也）、編曲：坪田修平（TRYTONELABO）
9. メッセージ -しんげきRemix-（ボーナストラック）
歌：安部菜々（三宅麻理恵）、緒方智絵里（大空直美）
作詞：遠藤フビト、作曲：滝澤俊輔（TRYTONELABO）、編曲：坪田修平（TRYTONELABO）

## 秋めいて Ding Dong Dang!
2017年12月6日発売。第2期11月度のエンディングテーマ『秋めいて Ding Dong Dang!』を収録したシングル。クール属性が担当。もみじをテーマにした楽曲。
『Blooming Days』同様、こちらもトーク&ライブイベント『アイドルマスター シンデレラガールズ劇場 すぷりんぐふぇすてぃばる 2018』の先行抽選申込シリアルコードが封入される。
9トラック目「EVERMORE -しんげきRemix-」の歌唱パートに別のアイドルの声が混在していることが判明し、発売後の12日には自主回収とディスク交換が行われると発表された。
収録曲
1. 秋めいて Ding Dong Dang!
歌：アナスタシア（上坂すみれ）、佐々木千枝（今井麻夏）、速水奏（飯田友子）、北条加蓮（渕上舞）、新田美波（洲崎綾）
作詞：夕野ヨシミ（IOSYS）・狐夢想（COOL&CREATE）、作曲・編曲：ARM（IOSYS）
2. 秋めいて Ding Dong Dang! アナスタシアソロ・リミックス
歌：アナスタシア（上坂すみれ）
3. 秋めいて Ding Dong Dang! 佐々木千枝ソロ・リミックス
歌：佐々木千枝（今井麻夏）
4. 秋めいて Ding Dong Dang! 速水奏ソロ・リミックス
歌：速水奏（飯田友子）
5. 秋めいて Ding Dong Dang! 北条加蓮ソロ・リミックス
歌：北条加蓮（渕上舞）
6. 秋めいて Ding Dong Dang! 新田美波ソロ・リミックス
歌：新田美波（洲崎綾）
7. 秋めいて Ding Dong Dang! オリジナル・カラオケ
8. 輝く世界の魔法 -しんげきRemix-（ボーナストラック）
歌：アナスタシア（上坂すみれ）、渋谷凛（福原綾香）
作詞：yura、作曲：小西裕子、編曲：坪田修平（TRYTONELABO）
9. EVERMORE -しんげきRemix-（ボーナストラック）
歌：神崎蘭子（内田真礼）、二宮飛鳥（青木志貴）
作詞：森由里子、作曲：田中秀和（MONACA）・滝澤俊輔（TRYTONELABO）、編曲：坪田修平（TRYTONELABO）

## Snow*Love
2018年1月10日発売。第2期12月度のエンディングテーマ『Snow＊Love』を収録したシングル。パッション属性が担当。雪の花をテーマにした楽曲。
前2作と同様、こちらもトーク&ライブイベント『アイドルマスター シンデレラガールズ劇場 すぷりんぐふぇすてぃばる 2018』の先行抽選申込シリアルコードが封入される。
収録曲
1. Snow＊Love
歌：市原仁奈（久野美咲）、及川雫（のぐちゆり）、大槻唯（山下七海）、高森藍子（金子有希）、依田芳乃（高田憂希）
作詞・作曲・編曲：ヒゲドライバー
2. Snow＊Love 市原仁奈ソロ・リミックス
歌：市原仁奈（久野美咲）
3. Snow＊Love 及川雫ソロ・リミックス
歌：及川雫（のぐちゆり）
4. Snow＊Love 大槻唯ソロ・リミックス
歌：大槻唯（山下七海）
5. Snow＊Love 高森藍子ソロ・リミックス
歌：高森藍子（金子有希）
6. Snow＊Love 依田芳乃ソロ・リミックス
歌：依田芳乃（高田憂希）
7. Snow＊Love オリジナル・カラオケ
8. とどけ！アイドル - しんげきRemix -（ボーナストラック）
歌：本田未央（原紗友里）、諸星きらり（松嵜麗）
作詞：marhy、作曲：BNSI（内田哲也）、編曲：坪田修平（TRYTONELABO）
9. ススメ☆オトメ ～jewel parade～ - しんげきRemix -（ボーナストラック）
歌：城ヶ崎美嘉（佳村はるか）、城ヶ崎莉嘉（山本希望）
作詞：森由里子、作曲：田中秀和（MONACA）、編曲：坪田修平（TRYTONELABO）

## いとしーさー♥
2018年8月8日発売。第3期7月度のエンディングテーマ『いとしーさー♥』を収録したシングル。キュート・クール属性が担当。
初回限定特典として、『THE IDOLM@STER CINDERELLA GIRLS 6thLIVE MERRY-GO-ROUNDOME!!!』の先行抽選予約申込券が封入される。
収録曲
1. いとしーさー♥
歌：輿水幸子（竹達彩奈）、多田李衣菜（青木瑠璃子）、藤原肇（鈴木みのり）、水本ゆかり（藤田茜）、森久保乃々（高橋花林）
作詞：fumi、作曲・編曲：田中秀和（MONACA）
2. いとしーさー♥ 輿水幸子ソロ・リミックス
歌：輿水幸子（竹達彩奈）
3. いとしーさー♥ 多田李衣菜ソロ・リミックス
歌：多田李衣菜（青木瑠璃子）
4. いとしーさー♥ 藤原肇ソロ・リミックス
歌：藤原肇（鈴木みのり）
5. いとしーさー♥ 水本ゆかりソロ・リミックス
歌：水本ゆかり（藤田茜）
6. いとしーさー♥ 森久保乃々ソロ・リミックス
歌：森久保乃々（高橋花林）
7. いとしーさー♥ オリジナル・カラオケ
8. ラジオ体操第一（ボーナストラック）
指導：日野茜（赤﨑千夏）

## なつっこ音頭
2018年9月12日発売。第3期8月度のエンディングテーマ『なつっこ音頭』を収録したシングル。クール・パッション属性が担当。
一般流通CDとしては、結城晴（小市眞琴）はこのCDがシリーズ初参加。
収録曲
1. なつっこ音頭
歌：赤城みりあ（黒沢ともよ）、城ヶ崎莉嘉（山本希望）、橘ありす（佐藤亜美菜）、結城晴（小市眞琴）、龍崎薫（春瀬なつみ）
作詞：三浦誠司、作曲・編曲：岡野裕次郎（TRYTONELABO）
2. なつっこ音頭 赤城みりあソロ・リミックス
歌：赤城みりあ（黒沢ともよ）
3. なつっこ音頭 城ヶ崎莉嘉ソロ・リミックス
歌：城ヶ崎莉嘉（山本希望）
4. なつっこ音頭 橘ありすソロ・リミックス
歌：橘ありす（佐藤亜美菜）
5. なつっこ音頭 結城晴ソロ・リミックス
歌：結城晴（小市眞琴）
6. なつっこ音頭 龍崎薫ソロ・リミックス
歌：龍崎薫（春瀬なつみ）
7. なつっこ音頭 オリジナル・カラオケ
8. ラジオ体操第二（ボーナストラック）
指導：新田美波（洲崎綾）

## さよならアロハ
2018年10月10日発売。第3期9月度のエンディングテーマ『さよならアロハ』を収録したシングル。パッション・キュート属性が担当。
収録曲
1. さよならアロハ
歌：木村夏樹（安野希世乃）、十時愛梨（原田ひとみ）、中野有香（下地紫野）、藤本里奈（金子真由美）、宮本フレデリカ（髙野麻美）
作詞・作曲・編曲：宮崎誠
2. さよならアロハ 木村夏樹ソロ・リミックス
歌：木村夏樹（安野希世乃）
3. さよならアロハ 十時愛梨ソロ・リミックス
歌：十時愛梨（原田ひとみ）
4. さよならアロハ 中野有香ソロ・リミックス
歌：中野有香（下地紫野）
5. さよならアロハ 藤本里奈ソロ・リミックス
歌：藤本里奈（金子真由美）
6. さよならアロハ 宮本フレデリカソロ・リミックス
歌：宮本フレデリカ（髙野麻美）
7. さよならアロハ オリジナル・カラオケ
8. Dreaming Star（ボーナストラック）
歌：相葉夕美（木村珠莉）
作詞：emon（Tes.）・おもち花、作曲・編曲：emon（Tes.）

## きゅん・きゅん・まっくす
2019年4月17日発売。第4期4月度のエンディングテーマ『きゅん・きゅん・まっくす』を収録したシングル。キュート属性が担当。
歌唱はしていないが、白菊ほたる（天野聡美）はこのCDがシリーズ初参加。
収録曲
1. きゅん・きゅん・まっくす
歌：一ノ瀬志希（藍原ことみ）、乙倉悠貴（中島由貴）、椎名法子（都丸ちよ）、前川みく（高森奈津美）、棟方愛海（藤本彩花）
作詞：坂井竜二、作曲・編曲：BNSI（kyo）
2. きゅん・きゅん・まっくす 一ノ瀬志希ソロ・リミックス
歌：一ノ瀬志希（藍原ことみ）
3. きゅん・きゅん・まっくす 乙倉悠貴ソロ・リミックス
歌：乙倉悠貴（中島由貴）
4. きゅん・きゅん・まっくす 椎名法子ソロ・リミックス
歌：椎名法子（都丸ちよ）
5. きゅん・きゅん・まっくす 前川みくソロ・リミックス
歌：前川みく（高森奈津美）
6. きゅん・きゅん・まっくす 棟方愛海ソロ・リミックス
歌：棟方愛海（藤本彩花）
7. きゅん・きゅん・まっくす オリジナル・カラオケ
8. 実用音楽その1 閉店の音楽 別れのワルツ（蛍の光）（ボーナストラック）
ナレーション：白菊ほたる（天野聡美）
スコットランド民謡　編曲：若松正司

## Max Beat
2019年5月22日発売。第4期5月度のエンディングテーマ『Max Beat』を収録したシングル。クール属性が担当。
収録曲
1. Max Beat
歌：高垣楓（早見沙織）、鷹富士茄子（森下来奈）、二宮飛鳥（青木志貴）、松永涼（千菅春香）、大和亜季（村中知）
作詞：渡部紫緒、作曲・編曲：坂部剛
2. Max Beat 高垣楓ソロ・リミックス
歌：高垣楓（早見沙織）
3. Max Beat 鷹富士茄子ソロ・リミックス
歌：鷹富士茄子（森下来奈）
4. Max Beat 二宮飛鳥ソロ・リミックス
歌：二宮飛鳥（青木志貴）
5. Max Beat 松永涼ソロ・リミックス
歌：松永涼（千菅春香）
6. Max Beat 大和亜季ソロ・リミックス
歌：大和亜季（村中知）
7. Max Beat オリジナル・カラオケ
8. 実用音楽その2 安眠とやすらぎの音楽 シューベルトの子守歌（ボーナストラック）
歌：三船美優（原田彩楓）
作詞：マティアス・クラウディウス、訳詞：内藤濯、作曲：フランツ・シューベルト、編曲：長谷川智樹

## TAKAMARI☆CLIMAXXX!!!!!
2019年6月19日発売。第4期6月度のエンディングテーマ『TAKAMARI☆CLIMAXXX!!!!!』を収録したシングル。パッション属性が担当。
「THE IDOLM@STER CINDERELLA GIRLS STARLIGHT MASTER 29 クレイジークレイジー」と同時発売。7thライブツアー千葉公演『THE IDOLM@STER CINDERELLA GIRLS 7thLIVE Special 3chord♪ Comical Pops!』の先行抽選予約申込シリアルナンバーが封入される。
収録曲
1. TAKAMARI☆CLIMAXXX!!!!!
歌：喜多日菜子（深川芹亜）、喜多見柚（武田羅梨沙多胡）、南条光（神谷早矢佳）、日野茜（赤﨑千夏）、姫川友紀（杜野まこ）
作詞・作曲・編曲：広川恵一（MONACA）
2. TAKAMARI☆CLIMAXXX!!!!! 喜多日菜子ソロ・リミックス
歌：喜多日菜子（深川芹亜）
3. TAKAMARI☆CLIMAXXX!!!!! 喜多見柚ソロ・リミックス
歌：喜多見柚（武田羅梨沙多胡）
4. TAKAMARI☆CLIMAXXX!!!!! 南条光ソロ・リミックス
歌：南条光（神谷早矢佳）
5. TAKAMARI☆CLIMAXXX!!!!! 日野茜ソロ・リミックス
歌：日野茜（赤﨑千夏）
6. TAKAMARI☆CLIMAXXX!!!!! 姫川友紀ソロ・リミックス
歌：姫川友紀（杜野まこ）
7. TAKAMARI☆CLIMAXXX!!!!! オリジナル・カラオケ
8. 実用音楽その3 祝賀の日本伝統音楽 高砂（ボーナストラック）
歌：依田芳乃（高田憂希）

## Sing the Prologue♪
2020年8月19日発売。本CDより「LITTLE STARS EXTRA!」シリーズとなる。第5期（ゲーム内配信アニメ「Extra Stage」（えくすて））の第1話～第11話のエンディングテーマ『Sing the Prologue♪』を収録したシングル。キュート・パッション属性が担当。ほか、第4話、第8話、第12話で新たに公開されたソロ曲3曲も収録している。
収録曲
1. Sing the Prologue♪
歌：久川凪（立花日菜）、関裕美（会沢紗弥）、遊佐こずえ（花谷麻妃）、三村かな子（大坪由佳）、堀裕子（鈴木絵理）
作詞：高瀬愛虹、作曲：滝澤俊輔（TRYTONELABO）、編曲：TAKT（TRYTONELABO）
2. 春恋フレーム
歌：上条春菜（長島光那）
作詞：磯谷佳江、作曲：藤長陽太、編曲：玉木千尋
3. 私色のプレリュード
歌：水本ゆかり（藤田茜）
作詞：烏屋茶房、作曲・編曲：篠崎あやと・橘亮祐
4. 世界滅亡 or KISS
歌：喜多日菜子（深川芹亜）
作詞：八城雄太、作曲・編曲：坪田修平（TRYTONELABO）
5. Sing the Prologue♪ オリジナル・カラオケ
6. 春恋フレーム オリジナル・カラオケ
7. 私色のプレリュード オリジナル・カラオケ
8. 世界滅亡 or KISS オリジナル・カラオケ
9. Sing the Prologue♪（GAME VERSION）
歌：久川凪（立花日菜）、関裕美（会沢紗弥）、遊佐こずえ（花谷麻妃）、三村かな子（大坪由佳）、堀裕子（鈴木絵理）

## ダイアモンド・アテンション
2020年11月11日発売。「Extra Stage」（えくすて）の第13～23話のエンディングテーマ『ダイアモンド・アテンション』を収録したシングル。「LITTLE STARS!」シリーズも含めて、初めてキュート・クール・パッションの全属性が担当しており、ほか、第16話、第20話、第24話で新たに公開されたソロ曲3曲も収録している。『THE IDOLM@STER CINDERELLA GIRLS STARLIGHT MASTER GOLD RUSH! 04 ヒーローヴァーサスレイナンジョー』と同時発売。
収録曲
1. ダイアモンド・アテンション
歌：椎名法子（都丸ちよ）、脇山珠美（嘉山未紗）、難波笑美（伊達朱里紗）、喜多見柚（武田羅梨沙多胡）、ナターリア（生田輝）
作詞：eNu、作曲・編曲：設楽哲也
2. オヤマトペ♪
歌：棟方愛海（藤本彩花）
作詞：fumi、作曲・編曲：大岩航（TRYTONELABO）
3. 弾丸サバイバー
歌：大和亜季（村中知）
作詞・作曲・編曲：宮崎誠
4. Shinobi 4.0 忍者のすゝめ
歌：浜口あやめ（田澤茉純）
作詞：八城雄太、作曲：高取ヒデアキ、編曲：籠島裕昌
5. ダイアモンド・アテンション オリジナル・カラオケ
6. オヤマトペ♪ オリジナル・カラオケ
7. 弾丸サバイバー オリジナル・カラオケ
8. Shinobi 4.0 忍者のすゝめ オリジナル・カラオケ
9. ダイアモンド・アテンション（GAME VERSION）
歌：椎名法子（都丸ちよ）、脇山珠美（嘉山未紗）、難波笑美（伊達朱里紗）、喜多見柚（武田羅梨沙多胡）、ナターリア（生田輝）

## 君のステージ衣装、本当は…
2021年2月3日発売。「Extra Stage」（えくすて）の第25～36話のエンディングテーマ『キミのステージ衣装、本当は…』を収録したシングル。全属性が担当。ほか、第28話、第32話、第34話で新たに公開されたソロ曲3曲も収録している。『THE IDOLM@STER CINDERELLA GIRLS STARLIGHT MASTER GOLD RUSH! 06 THE VILLAIN'S NIGHT』と同時発売。
収録曲
1. 君のステージ衣装、本当は…
歌：速水奏（飯田友子）、白雪千夜（関口理咲）、佐城雪美（中澤ミナ）、的場梨沙（集貝はな）、 荒木比奈（田辺留依）
作詞・作曲：俊龍、編曲：Sizuk
2. プライスレス ドーナッCyu♡
歌：椎名法子（都丸ちよ）
作詞・作曲・編曲：山崎真吾
3. 思い出じゃない今日を
歌：喜多見柚（武田羅梨沙多胡）
作詞・作曲・編曲：BNSI（steμ）
4. 初夢をあなたと
歌：鷹富士茄子（森下来奈）
作詞・作曲：出口遼、編曲：飯田涼太・出口遼
5. 君のステージ衣装、本当は… オリジナル・カラオケ
6. プライスレス ドーナッCyu♡ オリジナル・カラオケ
7. 思い出じゃない今日を オリジナル・カラオケ
8. 初夢をあなたと オリジナル・カラオケ
9. 君のステージ衣装、本当は…（GAME VERSION）
歌：速水奏（飯田友子）、白雪千夜（関口理咲）、佐城雪美（中澤ミナ）、的場梨沙（集貝はな）、 荒木比奈（田辺留依）

## Life is HaRMONY
2021年4月7日発売。「Extra Stage」（えくすて）の第37～48話のエンディングテーマ『Life is HaRMONY』を収録したシングル。全属性が担当。ほか、第38話、第42話、第46話で新たに公開されたソロ曲3曲も収録している。
収録曲
1. Life is HaRMONY
歌：桐生つかさ（河瀬茉希）、黒埼ちとせ（佐倉薫）、白菊ほたる（天野聡美）、鷺沢文香（M・A・O）、諸星きらり（松嵜麗）
作詞・作曲・編曲：no_my
2. Milky Mode
歌：及川雫（のぐちゆり）
作詞・作曲・編曲：YASUHIRO（康寛）
3. 泡沫のアイオーン
歌：荒木比奈（田辺留依）
作詞・作曲：BNSI（kyo）、編曲：山本真央樹（TRYTONELABO）
4. 満願成就♪巫女の神頼み！
歌：道明寺歌鈴（新田ひより）
作詞：夕野ヨシミ（IOSYS）、作曲・編曲：ARM（IOSYS）
5. Life is HaRMONY オリジナル・カラオケ
6. Milky Mode オリジナル・カラオケ
7. 泡沫のアイオーン オリジナル・カラオケ
8. 満願成就♪巫女の神頼み！ オリジナル・カラオケ
9. Life is HaRMONY（GAME VERSION）
歌：桐生つかさ（河瀬茉希）、黒埼ちとせ（佐倉薫）、白菊ほたる（天野聡美）、鷺沢文香（M・A・O）、諸星きらり（松嵜麗）

## ソロ・リミックス盤
ライブイベントの物販商品として限定販売された、「LITTLE STARS EXTRA!」に収録されたユニット曲のソロ・リミックスを収録したCD。
THE IDOLM@STER CINDERELLA GIRLS 燿城夜祭 -かがやきよまつり- 会場オリジナルCD
2023年6月開催の『THE IDOLM@STER CINDERELLA GIRLS 燿城夜祭 -かがやきよまつり-』会場限定CD。
「Sing the Prologue♪」「ダイアモンド・アテンション」のソロ・リミックスが収録されている。
THE IDOLM@STER CINDERELLA GIRLS Shout out Live!!! 会場オリジナルCD
2023年9月開催の『THE IDOLM@STER CINDERELLA GIRLS Shout out Live!!!』会場限定CD。
「君のステージ衣装、本当は…」「Life is HaRMONY」のソロ・リミックスが収録されている。